# Montaña de los Santos
La Montaña de los Santos de Sueca (en valenciano la Muntanyeta dels Sants ostia o Muntanyeta dels Sants de la Pedra) es un promontorio calizo de 27 metros de altura, enclavado en pleno parque natural de la Albufera de Valencia, sobre el que se asienta una ermita cuyo origen data del siglo XIV y que está dedicada a los santos Abdón y Senén. Este enclave montañoso se encuentra totalmente rodeado de arrozales, y fue explotado como cantera durante los años de posguerra, para proveer de piedra a caminos y muros de contención del río Júcar.
En la actualidad es una microrreserva de flora, la cual es una figura de protección autonómica la cual tiene por finalidad el proteger la vegetación del paraje. Se trata de un enclave único, puesto que es uno de los dos resaltes montañosos, junto con la pollaneta de las Zorras de Cullera, de todo el parque natural de la Albufera.

## Imágenes

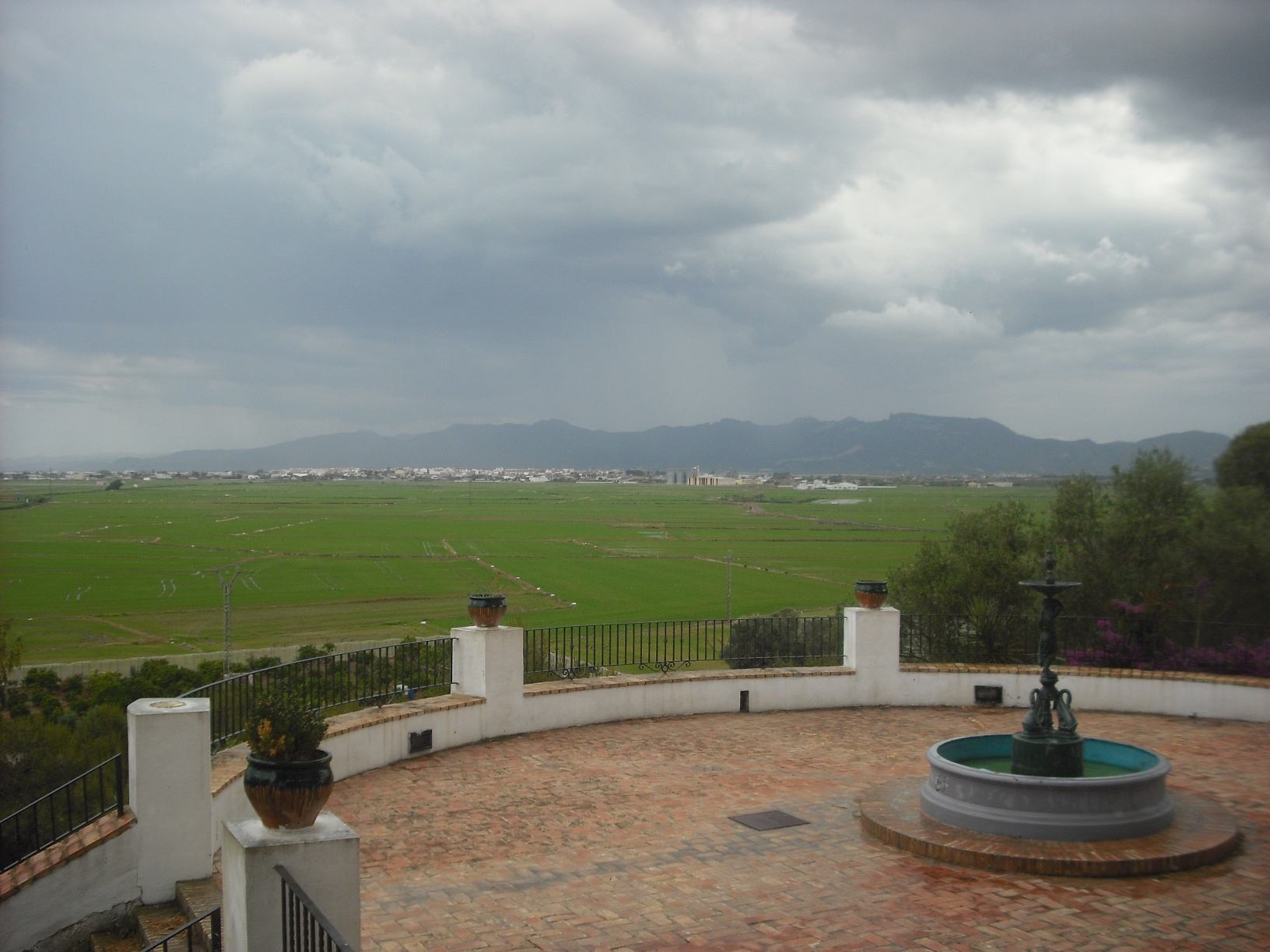
Terraza de la ermita de los Santos con Sueca al fondo.
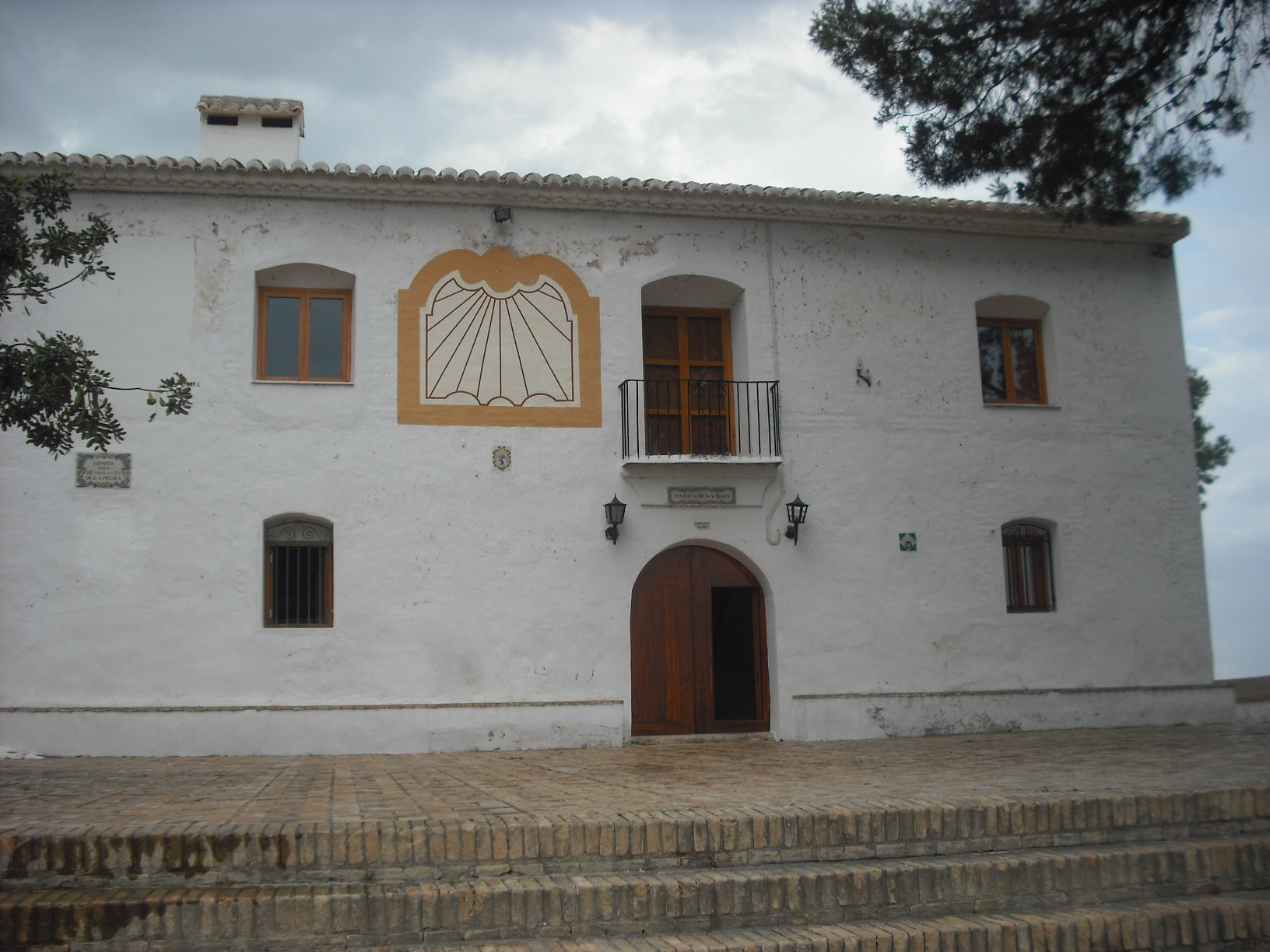
Lateral sur de la ermita de los Santos.
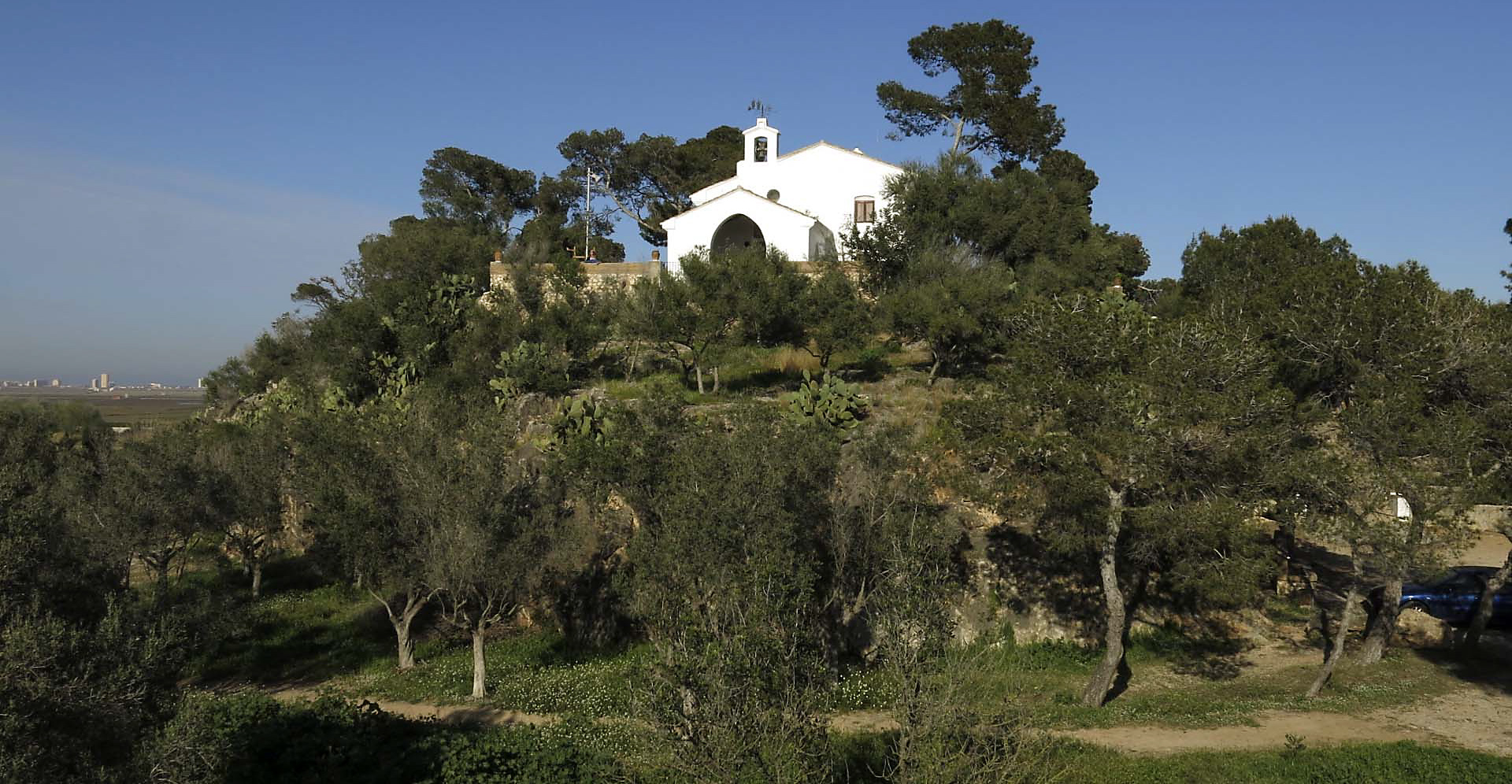
Vista de la ermita y la montaña.

- Datos: Q12183639
- Multimedia: Muntanyeta dels Sants / Q12183639